# Talang 2010
Talang 2010 var den fjärde säsongen av TV-programmet Talang som sändes i TV4 med start den 2 april 2010. Juryn bestod återigen av Charlotte Perrelli, Bert Karlsson och Johan Pråmell och programledararna var även denna säsong Tobbe Blom och Marko Lehtosalo (Markoolio). Vinnare blev Jill Svensson.
Under audition och slutaudition hade juryn hela makten att bestämma vilka 24 talanger som de vill se i semifinalerna. I semifinalerna fick tittarna och juryn bestämma varsin akt som tar sig till finalen. Juryn fick välja mellan den som tittarna valde i andra eller i tredje hand. Tittarna telefon- och SMS-röstar. 
Sammanlagt blev det sex talanger som tar sig till finalen. De två sista platserna gavs till två talanger av de som inte tagit sig till finalen. En talang rösttade tittarna fram, genom en webbomröstning på Talangs hemsida. Den andra talangen valde juryn. I finalen hade tittarna 100% makt att avgöra vem som skulle vinna "Talang 2010" och de 500 000 kronorna som stod på spel. Däremot fick juryn ge grön bock eller rött kryss till talangerna och på så sätt kanske det påverkade en del av utgången.
Under auditionturnén valde TV4 att medvetet klippa bort en av akterna, på grund av att det blev för starka bilder. Akten bestod av en man och en kvinna som hängde i köttkrokar i taket.
I programmet satt juryn i ordningen: Bert Karlsson – Charlotte Perrelli – Johan Pråmell.

## Förcastingturnén
- 12 december 2009 - Norrköping, Hageby centrum
- 9 januari 2010 - Borås, Knalleland
- 23 januari 2010 -  Lycksele, Åhléns
- 24 januari 2010 -  Sundsvall, Birsta city
- 30 januari 2010 -  Uddevalla, Torp köpcentrum
- 31 januari 2010 -  Jönköping, A6 center
- 6 februari 2010 - Stockholm, Globen shopping
- 7 februari 2010 - Linköping, IKANO-huset
- 13 februari 2010 - Löddeköpinge, Löddecentrum
- 20 februari 2010 - Stockholm, Saltsjöbadens centrum
- 21 februari 2010 - Stockholm, Stinsen
- 27 februari 2010 - Luleå, Strand-gallerian

## Auditionturnén
- 16 februari 2010 - Storan, Göteborg
- 25-26 februari 2010 - Kalmar teater, Kalmar
- 16-17 och 30 mars 2010 - Oscarsteatern, Stockholm

## Auditions

### Program 1 (Storan, Göteborg)
Programmet sändes fredagen den 2 april 2010.
Siffrorna i början visade i vilken ordning deras talang sändes i programmet.
Ordningen på juryrösterna var som följer − Bert Karlsson, Charlotte Perrelli och Johan Pråmell. De talanger med ljusgul bakgrund      gick vidare till semifinalerna.
| Vidare i tävlingen | Vidare i tävlingen | Vidare i tävlingen | Vidare i tävlingen | Vidare i tävlingen                          | Utslagna ur tävlingen | Utslagna ur tävlingen | Utslagna ur tävlingen | Utslagna ur tävlingen | Utslagna ur tävlingen                     |
| Nr                 | B                  | C                  | J                  | Deltagare − talang                          | Nr                    | B                     | C                     | J                     | Deltagare − talang                        |
| 2                  |                    |                    |                    | Reginald Simon − fingerborgstrolleri        | 1                     |                       |                       |                       | Gula Gubben − humorsång                   |
| 3                  |                    |                    |                    | Anna Stålsjö − sång                         | 4                     | ?                     |                       |                       | Johan Fredin − seriefigur-imitatör        |
| 8                  |                    |                    |                    | Per Högberg − pianospel                     | 5                     |                       | ?                     |                       | Allgott & Villgott − familjeunderhållning |
| 12                 |                    |                    |                    | Freddy Amigo − operasång                    | 6                     |                       |                       |                       | Linn Hellström − baklängesnummer          |
| 13                 |                    |                    |                    | Zirkus Hanz − tysk dansshow                 | 7                     |                       |                       |                       | Maria & Kumait − sång                     |
| 15                 |                    |                    |                    | Alzaraz − rapduo                            | 9                     |                       |                       |                       | Allan Perlado − sång                      |
| 16                 |                    |                    |                    | Ceejaay − sång                              | 10                    |                       |                       |                       | Ukulelelaget − ukelele och sång           |
| 17                 |                    |                    |                    | Julia Frölich − fiolspel och rocka rockring | 11                    |                       |                       |                       | Felicia Hulén − sång                      |
| 18                 |                    |                    |                    | Carl-Fredrik Larsson − sång                 | 14                    |                       |                       |                       | Andreas Andersson − världsrekordförsök    |
| 24                 |                    |                    |                    | Sweets − discodans                          | 19                    |                       |                       |                       | Idriz Zogaj − minnesnummer                |
| 25                 |                    |                    |                    | Pekkanini − thereminspel                    | 20                    |                       |                       |                       | Cuatro Sambitas − sambadans               |
| 29                 |                    |                    |                    | Dapony Bros − skaband                       | 21                    |                       |                       |                       | Capoeira − capoeiradans                   |
|                    |                    |                    |                    |                                             | 22                    |                       |                       |                       | Bröderna Biff − dans                      |
| 23                 |                    |                    |                    | Callisto − magdans                          |                       |                       |                       |                       |                                           |
| 26                 |                    |                    |                    | Zelimir Kulisic − Elvis-imitatör            |                       |                       |                       |                       |                                           |
| 27                 |                    |                    |                    | DJ Dixo − diskjockey                        |                       |                       |                       |                       |                                           |
| 28                 |                    |                    |                    | Urdarteatern − dockteater                   |                       |                       |                       |                       |                                           |
| Vidare i tävlingen | Vidare i tävlingen | Vidare i tävlingen | Vidare i tävlingen | Vidare i tävlingen                          | Utslagna ur tävlingen | Utslagna ur tävlingen | Utslagna ur tävlingen | Utslagna ur tävlingen | Utslagna ur tävlingen                     |

### Program 2 (Kalmar teater, Kalmar)
Programmet sändes fredagen den 9 april 2010.
Siffrorna i början visade i vilken ordning deras talang sändes i programmet.
Ordningen på juryrösterna var som följer − Bert Karlsson, Charlotte Perrelli och Johan Pråmell. De talanger med ljusgul bakgrund      gick vidare till semifinalerna.
| Vidare i tävlingen | Vidare i tävlingen | Vidare i tävlingen | Vidare i tävlingen | Vidare i tävlingen                                     | Utslagna ur tävlingen | Utslagna ur tävlingen | Utslagna ur tävlingen | Utslagna ur tävlingen | Utslagna ur tävlingen              |
| Nr                 | B                  | C                  | J                  | Deltagare − talang                                     | Nr                    | B                     | C                     | J                     | Deltagare − talang                 |
| 5                  |                    |                    |                    | Elin König-Andersson − akrobatik                       | 1                     |                       |                       |                       | Sessions − hiphopshow              |
| 6                  |                    |                    |                    | Erik Lundvik − sång                                    | 2                     |                       |                       |                       | Eldfolket − eldshow                |
| 7                  |                    |                    |                    | Extreme Unicycling − enhjulingsnummer                  | 3                     |                       |                       |                       | Condottieri − stagefighting        |
| 8                  |                    |                    |                    | Inez − jojonummer                                      | 4                     |                       |                       |                       | Mankester − musiknummer            |
| 9                  |                    |                    |                    | Anni − magdans                                         | 10                    |                       |                       |                       | Jocke & Rolle − frisbeenummer      |
| 15                 |                    |                    |                    | Moa Johansson − sång                                   | 11                    |                       |                       |                       | Helena & Hunden Fia − cirkusnummer |
| 16                 |                    |                    |                    | Twisted Feet − dansnummer                              | 12                    |                       |                       |                       | VIBE Streetstyle Crew − hiphopdans |
| 23                 |                    |                    |                    | Jill Svensson − operasång                              | 13                    |                       |                       |                       | George & Rikard − beatboxduo       |
| 28                 |                    |                    |                    | Stephen Hansen − sång                                  | 14                    |                       |                       |                       | Claes Zimmerholm − ballongnummer   |
|                    |                    |                    |                    |                                                        | 17                    |                       |                       |                       | Uffe Balla Balla − sångnummer      |
| 18                 |                    |                    |                    | Ninjaspark − tv-spelsmusik                             |                       |                       |                       |                       |                                    |
| 19                 |                    |                    |                    | Strömprinsarna − musikband                             |                       |                       |                       |                       |                                    |
| 20                 |                    |                    |                    | Alexander Nebrelius − komiker-imitatör                 |                       |                       |                       |                       |                                    |
| 21                 |                    |                    |                    | Jean-Pierre Berättaren − sagoberättare                 |                       |                       |                       |                       |                                    |
| 22                 |                    |                    |                    | Franky Robert − buktalare                              |                       |                       |                       |                       |                                    |
| 24                 |                    |                    |                    | Fans till bandet: The Happy Hippo Family − musiknummer |                       |                       |                       |                       |                                    |
| 25                 |                    |                    |                    | Stephan Fahlgren − pianospel                           |                       |                       |                       |                       |                                    |
| 26                 |                    |                    |                    | Sweet Strings − barnorkester                           |                       |                       |                       |                       |                                    |
| 27                 |                    |                    |                    | Gundega Baletten − rysk dans                           |                       |                       |                       |                       |                                    |
| Vidare i tävlingen | Vidare i tävlingen | Vidare i tävlingen | Vidare i tävlingen | Vidare i tävlingen                                     | Utslagna ur tävlingen | Utslagna ur tävlingen | Utslagna ur tävlingen | Utslagna ur tävlingen | Utslagna ur tävlingen              |

### Program 3 (Oscarsteatern, Stockholm)
Programmet sändes fredagen den 16 april 2010.
Siffrorna i början visade i vilken ordning deras talang sändes i programmet.
Ordningen på juryrösterna var som följer − Bert Karlsson, Charlotte Perrelli och Johan Pråmell. De talanger med ljusgul bakgrund      gick vidare till semifinalerna.
| Vidare i tävlingen | Vidare i tävlingen | Vidare i tävlingen | Vidare i tävlingen | Vidare i tävlingen               | Utslagna ur tävlingen | Utslagna ur tävlingen | Utslagna ur tävlingen | Utslagna ur tävlingen | Utslagna ur tävlingen                  |
| Nr                 | B                  | C                  | J                  | Deltagare − talang               | Nr                    | B                     | C                     | J                     | Deltagare − talang                     |
| 1                  |                    |                    |                    | Zaida Wiss − pole dancing        | 2                     |                       |                       |                       | Peejay − rapsång                       |
| 8                  |                    |                    |                    | Ramin och Puria Sharifi − rapduo | 3                     |                       |                       |                       | Poliskören Stockholm − körsång         |
| 9                  |                    |                    |                    | Trumbolaget − drumband           | 4                     |                       |                       |                       | GympaClownen Mando − dans              |
| 10                 |                    |                    |                    | Uyanga Batbold − akrobatik       | 5                     |                       |                       |                       | Fan Heller − tributeband               |
| 11                 |                    |                    |                    | Thea Christoffersson − sång      | 6                     |                       |                       |                       | A:son B:son C:son − magi               |
| 12                 |                    |                    |                    | The Wheelman − hjulnummer        | 7                     |                       |                       |                       | Duo Spaß − humormagi                   |
| 13                 |                    |                    |                    | AC Quartet − barbershopsång      | 14                    |                       |                       |                       | Life Sentence − musikband              |
| 15                 |                    |                    |                    | Carl Tillenius − korttrolleri    | 18                    |                       |                       |                       | Seppo Ruotsalainen − humorsång         |
| 16                 |                    |                    |                    | Micke Maskin − robotdans         | 20                    |                       |                       |                       | SOL-flickorna − gymnastik              |
| 17                 |                    |                    |                    | BCO/Babette & CO − dragshow      | 21                    |                       |                       |                       | Fabest 5ive Power Cheer − cheerleading |
| 19                 |                    |                    |                    | Birgitta Granberg − spoken word  | 22                    |                       |                       |                       | Martin − dans                          |
| 25                 |                    |                    |                    | Mike Voice − sång                | 23                    |                       |                       |                       | Simon Wiklund − samedans               |
| 30                 |                    |                    |                    | Daniel Lozakovitj − fiolspel     | 24                    |                       |                       |                       | Spooky Scary Skeletons − dans          |
|                    |                    |                    |                    |                                  | 26                    |                       |                       |                       | Janglöv Eggfox − hårdrocksband         |
| 27                 |                    |                    |                    | Bröderna Iseni − beatboxduo      |                       |                       |                       |                       |                                        |
| 28                 |                    |                    |                    | Tobo − sång                      |                       |                       |                       |                       |                                        |
| 29                 |                    |                    |                    | Rebecka och Moa Elliot − sångduo |                       |                       |                       |                       |                                        |
| Vidare i tävlingen | Vidare i tävlingen | Vidare i tävlingen | Vidare i tävlingen | Vidare i tävlingen               | Utslagna ur tävlingen | Utslagna ur tävlingen | Utslagna ur tävlingen | Utslagna ur tävlingen | Utslagna ur tävlingen                  |

### Program 4 (Oscarsteatern, Stockholm)
Programmet sändes fredagen den 23 april 2010.
Siffrorna i början visade i vilken ordning deras talang sändes i programmet.
Ordningen på juryrösterna var som följer − Bert Karlsson, Charlotte Perrelli och Johan Pråmell. De talanger med ljusgul bakgrund      gick vidare till semifinalerna.
| Vidare i tävlingen | Vidare i tävlingen | Vidare i tävlingen | Vidare i tävlingen | Vidare i tävlingen                       | Utslagna ur tävlingen | Utslagna ur tävlingen | Utslagna ur tävlingen | Utslagna ur tävlingen | Utslagna ur tävlingen                                            |
| Nr                 | B                  | C                  | J                  | Deltagare − talang                       | Nr                    | B                     | C                     | J                     | Deltagare − talang                                               |
| 3                  |                    |                    |                    | The Reason − rockband                    | 1                     |                       |                       |                       | Olle af Klintberg - Näcken − fiolspel och sång                   |
| 4                  |                    |                    |                    | Poison − discodans                       | 2                     |                       |                       |                       | Shauls team − dans                                               |
| 10                 | *                  |                    | *                  | Jonas Nermyr & friends − steppdans       | 5                     |                       |                       |                       | Tomas Sjölund − Gollum-imitatör                                  |
| 11                 |                    |                    |                    | Imber − hårdrocksband                    | 6                     |                       |                       |                       | Marcus Priftis − spoken word                                     |
| 13                 |                    |                    |                    | Crome − hiphopsång                       | 7                     |                       |                       |                       | Ola Ek − Freddie Mercury-imitatör                                |
| 14                 |                    |                    |                    | Cold Mountain Band − bluegrassband       | 8                     |                       |                       |                       | Rorie White − dans                                               |
| 15                 |                    |                    |                    | S.T.C − rapduo                           | 9                     |                       |                       |                       | Olle Larsson − sprittrolleri                                     |
| 16                 |                    |                    |                    | Jonas & Elvira − hiphopdans              | 12                    |                       |                       |                       | Bagira − showdans                                                |
| 17                 |                    |                    |                    | Con Rytmo − musiknummer                  | 19                    |                       |                       |                       | Mr. Glupsk − snabbätning                                         |
| 20                 |                    |                    |                    | Johan Weinl − salongsmagi                | 21                    |                       |                       |                       | Elisabeth Heilmann Blind & Robert E Peary II − grönlandsmaskdans |
| 18                 |                    |                    |                    | My & Charlie feat Next Generation − sång | 21                    |                       |                       |                       | Elisabeth Heilmann Blind & Robert E Peary II − grönlandsmaskdans |
| 30                 |                    |                    |                    | Helena Salo − sång                       | 22                    |                       |                       |                       | Iona − sång                                                      |
|                    |                    |                    |                    |                                          | 23                    |                       |                       |                       | Ida Hellström − sång                                             |
| 24                 |                    |                    |                    | Ekvilibrism − enhjulingsdans             |                       |                       |                       |                       |                                                                  |
| 25                 |                    |                    |                    | Victor Rubilar − utbrytningsakt          |                       |                       |                       |                       |                                                                  |
| 26                 |                    |                    |                    | Umeå Dragspelsklubb − dragspelsband      |                       |                       |                       |                       |                                                                  |
| 27                 |                    |                    |                    | Ale Aerobic Team − akrobatikdans         |                       |                       |                       |                       |                                                                  |
| 28                 |                    |                    |                    | Nritya Darpan − indisk dans              |                       |                       |                       |                       |                                                                  |
| 29                 | **                 |                    | **                 | Peter Pettersson − jongleringsnummer     |                       |                       |                       |                       |                                                                  |
| Vidare i tävlingen | Vidare i tävlingen | Vidare i tävlingen | Vidare i tävlingen | Vidare i tävlingen                       | Utslagna ur tävlingen | Utslagna ur tävlingen | Utslagna ur tävlingen | Utslagna ur tävlingen | Utslagna ur tävlingen                                            |

* Johan och Bert ändrade sig efter att framträdandet var klart.
** Johan och Bert ändrade till grönt efter att ha sett hela framträdandet.

### Program 5 (Kalmar teater, Kalmar)
Programmet sändes fredagen den 30 april 2010.
Siffrorna i början visade i vilken ordning deras talang sändes i programmet.
Ordningen på juryrösterna var som följer − Bert Karlsson, Charlotte Perrelli och Johan Pråmell. De talanger med ljusgul bakgrund      gick vidare till semifinalerna.
| Vidare i tävlingen | Vidare i tävlingen | Vidare i tävlingen | Vidare i tävlingen | Vidare i tävlingen                             | Utslagna ur tävlingen | Utslagna ur tävlingen | Utslagna ur tävlingen | Utslagna ur tävlingen | Utslagna ur tävlingen                 |
| Nr                 | B                  | C                  | J                  | Deltagare − talang                             | Nr                    | B                     | C                     | J                     | Deltagare − talang                    |
| 2                  |                    |                    |                    | The double G − lockingdans                     | 1                     |                       |                       |                       | Jönköping Taekwon-do ITF − taekwondo  |
| 4                  |                    |                    |                    | Linus Thörning − gitarrspel                    | 3                     |                       |                       |                       | Nicklas Leino − sång                  |
| 5                  |                    |                    |                    | Helsingborgs Slagverksensemble − slagverksspel | 6                     |                       |                       |                       | Yvette och Mio − cirkusnummer         |
| 10                 |                    |                    |                    | Manda Nilsénius − sång                         | 7                     |                       |                       |                       | Manda − akrobatik                     |
| 12                 |                    |                    |                    | Blueberry Hillbillys − rockabillyband          | 8                     |                       |                       |                       | Anne Fant och Mio − skådespeleri      |
| 13                 |                    |                    |                    | Susanne Rydmyr − bodybuildingsdans             | 9                     |                       |                       |                       | Clownen Baiba − clownnummer           |
| 14                 |                    |                    |                    | Philip Ström − sång                            | 11                    |                       |                       |                       | Johan Ranner − ståuppkomik            |
| 15                 |                    |                    |                    | Grand Slam − rockband                          | 19                    |                       |                       |                       | Jonnie och Helge − buktaleri          |
| 16                 |                    |                    |                    | Karon − magi                                   | 22                    |                       |                       |                       | Fem *Elvis − Elvis-sång               |
| 17                 |                    |                    |                    | Morgan Färm − sång                             | 24                    |                       |                       |                       | MedSex − körsång                      |
| 18                 |                    |                    |                    | Engla − sång                                   | 25                    |                       |                       |                       | Oliver Cherek − bolltrixning          |
| 20                 |                    |                    |                    | Staffan Lundgren − matematikmagi               | 26                    |                       |                       |                       | Kattis − discodans                    |
| 21                 |                    |                    |                    | Tobias Chilli − jongleringsnummer              | 27                    |                       |                       |                       | Paul Skoog − enmansband               |
| 23                 |                    |                    |                    | Marie Nilsson − luftakrobatik och sång         | 28                    |                       |                       |                       | Musketeers Funky Cheer − cheerleading |
| 29                 |                    |                    |                    | Döderhults Gospelkör − gospelkörsång           |                       |                       |                       |                       |                                       |
| Vidare i tävlingen | Vidare i tävlingen | Vidare i tävlingen | Vidare i tävlingen | Vidare i tävlingen                             | Utslagna ur tävlingen | Utslagna ur tävlingen | Utslagna ur tävlingen | Utslagna ur tävlingen | Utslagna ur tävlingen                 |

### Program 6 (Oscarsteatern, Stockholm)
Programmet sändes fredagen den 7 maj 2010.

Siffrorna i början visade i vilken ordning deras talang sändes i programmet.
Ordningen på juryrösterna var som följer − Bert Karlsson, Charlotte Perrelli och Johan Pråmell. De talanger med ljusgul bakgrund      gick vidare till semifinalerna.
| Vidare i tävlingen | Vidare i tävlingen | Vidare i tävlingen | Vidare i tävlingen | Vidare i tävlingen                                        | Utslagna ur tävlingen | Utslagna ur tävlingen | Utslagna ur tävlingen | Utslagna ur tävlingen | Utslagna ur tävlingen                       |
| Nr                 | B                  | C                  | J                  | Deltagare − talang                                        | Nr                    | B                     | C                     | J                     | Deltagare − talang                          |
| 3                  |                    |                    |                    | Karin Kjeldgaard − lindans                                | 1                     |                       |                       |                       | Erik Nordvall − korttrolleri                |
| 9                  |                    |                    |                    | Micke Askernäs − mentalism                                | 2                     |                       |                       |                       | Ängelholms lergöksorkester − lergökorkester |
| 10                 |                    |                    |                    | Niklas, Anette och Sara − dubbelbuggdans                  | 4                     |                       |                       |                       | Anita Örtengren − mexikansk sång            |
| 11                 |                    |                    |                    | Tom Stone − magi                                          | 5                     |                       |                       |                       | Sv. Skrammelorkestern − musiknummer         |
| 12                 |                    |                    |                    | Fada and The Irish Dance Project − irländsk sång och dans | 6                     |                       |                       |                       | Vara Firedancers − dansnummer               |
| 14                 |                    |                    |                    | Omar − sång                                               | 7                     |                       |                       |                       | La Bondir − hoppstyltornummer               |
| 15                 |                    |                    |                    | Süperstar Orkestar − orkester                             | 8                     |                       |                       |                       | Städarna − kampsportsnummer                 |
| 17                 |                    |                    |                    | Babydollz − dansnummer                                    | 13                    |                       |                       |                       | Robban − sång                               |
| 18                 |                    |                    |                    | Simon − sång                                              | 16                    |                       |                       |                       | Pontiak − rapsång                           |
| 23                 |                    |                    |                    | SIMSOAK − reggaeband                                      | 19                    |                       |                       |                       | Glisen − griskonster                        |
| 29                 |                    |                    | *                  | Top Cats − rockabillyband                                 | 20                    |                       |                       |                       | Iznogood − eldslukare                       |
|                    |                    |                    |                    |                                                           | 21                    |                       |                       |                       | Nevis Showgroup − balettdans                |
| 22                 |                    |                    |                    | Ola och Silvia − pardans                                  |                       |                       |                       |                       |                                             |
| 24                 |                    |                    |                    | Jojo − söderhavsband                                      |                       |                       |                       |                       |                                             |
| 25                 |                    |                    |                    | Tiina och Thomas Nordahl − skridskodans                   |                       |                       |                       |                       |                                             |
| 26                 |                    |                    |                    | Shirin Khan − sång                                        |                       |                       |                       |                       |                                             |
| 27                 |                    |                    |                    | Four in Fur − dans                                        |                       |                       |                       |                       |                                             |
| 28                 |                    |                    |                    | Audhumbla − näsflöjtnummer                                |                       |                       |                       |                       |                                             |
| Vidare i tävlingen | Vidare i tävlingen | Vidare i tävlingen | Vidare i tävlingen | Vidare i tävlingen                                        | Utslagna ur tävlingen | Utslagna ur tävlingen | Utslagna ur tävlingen | Utslagna ur tävlingen | Utslagna ur tävlingen                       |

* Johan ändrade sig efter att de spelade en andra gång.

### Program 7 - Slutaudition
Programmet sändes måndagen den 10 maj 2010.

Efter att juryn åkt ut på auditionturné valde de 72 talanger som fick gå till slutadition, där de skulle bestämma sig för vilka 24 som skulle få en chans till i semifinalen. Programmet var till skillnad från de övriga programmen, endast 60 minuter långt.

## Semifinaler

### Program 8 - Semifinal 1
Programmet sändes fredagen den 14 maj 2010.

Siffrorna i början visade i vilken ordning deras talang sändes i programmet.
Ordningen på juryrösterna var som följer − Bert Karlsson, Charlotte Perrelli och Johan Pråmell.
| Nr | B | C | J | Semifinalist                 | Talang             | Resultat                                        |
| -- | - | - | - | ---------------------------- | ------------------ | ----------------------------------------------- |
| 1  |   |   |   | Twisted Feet Göteborg        | Dans Akt           | Ej vidare                                       |
| 2  |   |   |   | Per Högberg Karlstad         | Pianospel Akt      | Ej vidare                                       |
| 3  |   |   |   | Stephen Hansen Göteborg      | Sång Akt           | Vidare (Berts och Charlottes val) 2:a eller 3:a |
| 4  |   |   |   | Cold Mountain Band Stockholm | Bluegrassband Akt  | Ej vidare                                       |
| 5  |   |   |   | Carl Tillenius Eskilstuna    | Magi Akt           | Ej vidare                                       |
| 6  |   |   |   | The double G Stockholm       | Dans Akt           | Ej vidare                                       |
| 7  |   |   |   | Top Cats Göteborg/Torsby     | Rockabillyband Akt | Ej vidare (Johans val) 2:a eller 3:a            |
| 8  |   |   |   | Jill Svensson Jönköping      | Operasång Akt      | Vidare (Tittarnas val) 1:a                      |

### Program 9 - Semifinal 2
Programmet sändes fredagen den 21 maj 2010.

Siffrorna i början visade i vilken ordning deras talang sändes i programmet.
Ordningen på juryrösterna var som följer − Bert Karlsson, Charlotte Perrelli och Johan Pråmell.
| Nr | B | C | J | Semifinalist             | Talang        | Resultat                                                |
| -- | - | - | - | ------------------------ | ------------- | ------------------------------------------------------- |
| 1  |   |   |   | SweEts Åmål              | Discodans Akt | Ej vidare 2:a eller 3:a                                 |
| 2  |   |   |   | Helena Salo Örebro       | Sång Akt      | Vidare (Tittarnas val) 1:a                              |
| 3  |   |   |   | Karin Kjeldgaard Sigtuna | Lindans Akt   | Ej vidare                                               |
| 4  |   |   |   | Moa Johansson Skara      | Sång Akt      | Vidare (Berts, Charlottes och Johans val) 2:a eller 3:a |
| 5  |   |   |   | Reginald Simon Borås     | Magi Akt      | Ej vidare                                               |
| 6  |   |   |   | Dapony Bros Göteborg     | Skaband Akt   | Ej vidare                                               |
| 7  |   |   |   | Micke Maskin Stockholm   | Akrobatik Akt | Ej vidare                                               |
| 8  |   |   |   | BCO Stockholm            | Dragshow Akt  | Ej vidare                                               |

### Program 10 - Semifinal 3
Programmet sändes fredag den 28 maj 2010.

Siffrorna i början visade i vilken ordning deras talang sändes i programmet.
Ordningen på juryrösterna var som följer − Bert Karlsson, Charlotte Perrelli och Johan Pråmell.
| Nr | B | C | J | Semifinalist                    | Talang             | Resultat                                        |
| -- | - | - | - | ------------------------------- | ------------------ | ----------------------------------------------- |
| 1  |   |   |   | Babydollz Stockholm             | Dans Akt           | Ej vidare                                       |
| 2  |   |   |   | Daniel Lozakovitj Stockholm     | Fiolspel Akt       | Vidare (Berts och Charlottes val) 2:a eller 3:a |
| 3  |   |   |   | SIMSOAK Kävlinge                | Reggaeband Akt     | Ej vidare                                       |
| 4  |   |   |   | Micke Askernäs Stockholm        | Mentalism Akt      | Ej vidare                                       |
| 5  |   |   |   | AC Quartet Boliden              | Barbershopsång Akt | Ej vidare                                       |
| 6  |   |   |   | Elin König-Andersson Norrköping | Akrobatik Akt      | Ej vidare (Johans val) 2:a eller 3:a            |
| 7  |   |   |   | Zirkus Hanz Sundsvall/Stockholm | Dansshow Akt       | Ej vidare                                       |
| 8  |   |   |   | Freddy Amigo Västerås           | Operasång Akt      | Vidare (Tittarnas val) 1:a                      |

### Wildcards
Alla talanger som inte röstas till finalen fick en ny chans att ta sig till finalen som wildcards. Tittarna och juryn kom att rösta fram varsitt wildcard. Nedan listas de talanger som inte tog sig till final i semifinalerna (i den ordning de framförde sina nummer i semifinalerna). De två fetmarkerade talangerna blev utvalda till finalen.
1. Twisted Feet - dans
2. Per Högberg - pionospel
3. Cold Mountain Band - bluegrassband
4. The double G - dans
5. Top Cats - rockabillyband
6. Carl Tillenius - magi
7. SweEts - discodans
8. Karin Kjeldgaard - lindans
9. Reginald Simon - magi
10. Dapony Bros - skaband
11. Micke Maskin - akrobatik
12. BCO/Babette & CO - dragshow
13. SIMSOAK - reggaeband
14. Elin König-Andersson - akrobatik (Tittarnas val)
15. Micke Askernäs - mentalism
16. AC Quartet - barbershopsång
17. Babydollz - dans
18. Cirkus Hanz - dansshow (Juryns val)

## Final

### Program 11 - Finalen
Programmet sändes fredag den 4 juni 2010.

Siffrorna i början visade i vilken ordning deras talang sändes i programmet.
Ordningen på juryrösterna var som följer − Bert Karlsson, Charlotte Perrelli och Johan Pråmell.
| Nr | B | C | J | Finalist                        | Talang        | Resultat  |
| -- | - | - | - | ------------------------------- | ------------- | --------- |
| 1  |   |   |   | Moa Johansson Skara             | Sång Akt      | Oplacerad |
| 2  |   |   |   | Daniel Lozakovitj Stockholm     | Fiolspel Akt  | Tvåa      |
| 3  |   |   |   | Helena Salo Örebro              | Sång Akt      | Oplacerad |
| 4  |   |   |   | Elin König-Andersson Norrköping | Akrobatik Akt | Oplacerad |
| 5  |   |   |   | Freddy Amigo Västerås           | Operasång Akt | Oplacerad |
| 6  |   |   |   | Stephen Hansen Göteborg         | Sång Akt      | Oplacerad |
| 7  |   |   |   | Zirkus Hanz Sundsvall/Stockholm | Dansshow Akt  | Oplacerad |
| 8  |   |   |   | Jill Svensson Jönköping         | Sång Akt      | Vinnare   |